# Николсон, Сет Барнз
Сет Барнз Ни́колсон (англ. Seth Barnes Nicholson, 12 ноября 1891 — 2 июля 1963) — американский астроном.

## Биография
Николсон родился и вырос в сельской местности Иллинойса, позже учился в университете Дрейка, где и увлёкся астрономией. В 1914 году в Ликской обсерватори Калифорнийского университета он наблюдал за недавно обнаруженным спутником Юпитера, который позднее получил название Пасифе. При этом он обнаружил другой спутник Юпитера, Синопе, который получил временное обозначение Юпитер IX. В своей диссертации в 1915 году Николсон вычислил орбиту спутника. В 1916 году он обнаружил астероид (878) Милдред.
Дальнейшая профессиональная деятельность Николсона проходила в обсерватории Маунт-Вилсон, где он обнаружил следующие спутники Юпитера: в 1938 году Лиситея и Карме, в 1951 году Ананке, а также троянский астероид (1647) Менелай. Кроме того, он вычислил орбиты многих комет и карликовой планеты Плутон. Синопе, Лиситея, Карме и Ананке получили обозначения как «Юпитер IX», «Юпитер X», «Юпитер XI» и «Юпитер XII». В 1975 году Международный астрономический союз присвоил спутникам собственные имена, при этом сам Николсон высказался против присвоения имён.
Своей главной задачей в обсерватории Маунт-Вилсон Николсон считал исследование солнечной активности, при этом он в течение десятка лет составлял ежегодные доклады об активности солнечных пятен. Он участвовал во многих экспедициях по наблюдению за солнечным затмением, чтобы определить яркость и температуру солнечной короны.
В начале 1920-х гг. совместно с Эдисоном Пети он проводил первые систематические исследования небесных тел в инфракрасном спектре. Измерение инфракрасного излучения Луны и выведенные из этого температуры привели к правильному предположению, что поверхность Луны покрыта тонким слоем пыли, который обладает теплоизолирующим свойством. Измерение температур красных гигантов дало первые указания для определения диаметров звёзд.
С 1943 по 1955 год он работал редактором издания и вице-президентом Тихоокеанского астрономического общества. Член Национальной академии наук США. В 1963 году за свои заслуги был награждён медалью Брюс. В его честь названы астероид (1831) Николсон, кратер Николсон на Луне, кратер Николсон на Марсе и регион на Ганимеде.